# Kalijeruk
Kalijeruk is een bestuurslaag in het regentschap Cilacap van de provincie Midden-Java, Indonesië. Kalijeruk telt 5770 inwoners (volkstelling 2010).